# Chaussy (Val-d'Oise)
Chaussy é uma comuna francesa na região administrativa da Ilha de França, no departamento do Vale do Oise. Estende-se por uma área de 14.56 km². Em 2010 a comuna tinha 601 habitantes (densidade: 41,3 hab./km²).